# 荘小威
荘 小威（しょう しょうい、中国語：莊小威、英語：Xiaowei Zhuang、1972年1月21日 - ） は、アメリカ合衆国の生物物理学者。ハーバード大学教授。確率的光学再構築顕微鏡（Stochastic optical reconstruction microscopy; STORM）の開発で知られる。
中華人民共和国江蘇省如皋市出身。1991年中国科学技術大学卒業後、カリフォルニア大学バークレー校から物理学の博士号を取得。1997年から2001年まで、スタンフォード大学の博士研究員となる。2006年から現職。また2005年以来ハワード・ヒューズ医学研究所に在籍している。

## 受賞歴
- 2010年 - マックス・デルブリュック賞
- 2015年 - 米国科学アカデミー賞分子生物学部門
- 2018年 - ハイネケン賞生物化学・生物物理学部門
- 2019年 - 生命科学ブレイクスルー賞、パール・マイスター・グリーンガード賞
- 2022年 - ハインリッヒ・ヴィーラント賞
- 2024年 - 全米発明家殿堂

## 参照
- Bo Huang, Wenqin Wang, Mark Bates, Xiaowei Zhuang (2008-08-02). Three-Dimensional Super-Resolution Imaging by Stochastic Optical Reconstruction Microscopy. pp. 810–813. doi:10.1126/science.1153529.
- Mark Bates, Bo Huang, Graham T. Dempsey, Xiaowei Zhuang (2007-09-21). Multicolor Super-Resolution Imaging with Photo-Switchable Fluorescent Probes Compilation=Science. pp. 1749–1753 doi =10.1126/science.1146598.
- Michael J. Rust, Mark Bates, Xiaowei Zhuang (2006). Sub-diffraction-limit imaging by stochastic optical reconstruction microscopy (STORM). pp. 793–796. doi:10.1038/nmeth929.